# نوبة هلع
نوبات الهلع هي فترات مفاجئة من الخوف الشديد وعدم الراحة قد تشمل الخفقان، التعرق ألم في الصدر، عدم الراحة في الصدر، ضيق التنفس، الارتعاش، الدوخة، الخدر، الارتباك، الشعور بالهلاك الوشيك، أو فقدان السيطرة. عادة، تصل الأعراض إلى ذروتها في غضون عشر دقائق من البداية، وتستمر لمدة 30 دقيقة تقريبا، ولكن يمكن أن تختلف المدة من ثوان إلى ساعات. على الرغم من أنها يمكن أن تكون مخيفة ومحزنة للغاية، إلا أن نوبات الهلع نفسها ليست خطيرة جسديا.
لا تزال السمات الأساسية لنوبات الهلع دون تغيير، على الرغم من استبدال مصطلحات DSM-IV المعقدة لوصف أنواع مختلفة من نوبات الهلع (أي مرتبطة/مرتبطة بالظرف، ومستعدة ظرفيا، وغير متوقعة/غير مقيدة) بمصطلحات الهلع غير المتوقعة والمتوقعة. تعمل نوبات الهلع كعلامة وعامل تنبؤ لشدة التشخيص والدورة والاعتلال المشترك عبر مجموعة من الاضطرابات، بما في ذلك على سبيل المثال لا الحصر اضطرابات القلق.
يمكن أن تحدث نوبات الهلع بسبب العديد من الاضطرابات بما في ذلك اضطراب الهلع، اضطراب القلق الاجتماعي، اضطراب ما بعد الصدمة، اضطراب تعاطي المخدرات، الاكتئاب، والمشاكل الطبية. يمكن إما أن يتم تحفيزها أو تحدث بشكل غير متوقع. التدخين، الكافيين، والإجهاد النفسي يزيد من خطر الإصابة بنوبة هلع. قبل التشخيص، يجب استبعاد الحالات التي تنتج أعراضا مماثلة، مثل فرط الغدة الدرقية، فرط جارات الدرقية، أمراض القلب، أمراض الرئة، تعاطي المخدرات، وعسر الحكم الذاتي.
يجب توجيه علاج نوبات الهلع إلى السبب الكامن. في أولئك الذين يعانون من هجمات متكررة، يمكن استخدام المشورة أو الأدوية. تدريب التنفس وتقنيات استرخاء العضلات قد تساعد أيضا. المتضررون أكثر عرضة للانتحار.

## الأعراض
غالبا ما يبلغ الأشخاص الذين يعانون من نوبات الهلع عن الخوف من الموت أو النوبات القلبية، الرؤية الوامضة أو الاضطرابات البصرية الأخرى، الغشيان أو الغثيان، الخدر في جميع أنحاء الجسم، ضيق التنفس وفرط التتفس، أو فقدان السيطرة على الجسم. يعاني بعض الناس أيضا من رؤية نفقية، ويرجع ذلك في الغالب إلى تدفق الدم الذي يترك الرأس إلى أجزاء أكثر أهمية من الجسم في الدفاع. قد تثير هذه المشاعر رغبة قوية في الهروب أو الفرار من المكان الذي بدأ فيه الهجوم (نتيجة "استجابة الكر أو الفر"، حيث يتم إطلاق الهرمون الذي يسبب هذه الاستجابة بكميات كبيرة). هذه الاستجابة تغمر الجسم بالهرمونات، وخاصة الإبينفرين (الأدرينالين)، مما يساعده في الدفاع ضد الضرر.
يمكن أن تحدث نوبة هلع عندما لا يتم تخفيف التنظيم من قبل الجهاز العصبي الودي من قبل الجهاز العصبي اللاودي. تشمل الأعراض الأكثر شيوعا الرعاش، ضيق التنفس (صعوبة التنفس)، خفقان القلب، آلام الصدر (أو ضيق الصدر)، الهبات الساخنة، ومضات البرد، والأحاسيس الحارقة (خاصة في منطقة الوجه أو الرقبة)، التعرق، الغثيان، الدوخة (أو الدوار الطفيف)، خفة الرأس، ثقل الرأس، فرط التنفس، الخدر (أحاسيس الوخز)، أحاسيس الاختناق، صعوبة الحركة، تبدد الشخصية و/أو تبدد الواقع. يتم تفسير هذه الأعراض الجسدية مع التنبيه لدى الأشخاص المعرضين لنوبات الهلع. هذا يؤدي إلى زيادة القلق ويشكل حلقة ردود فعل إيجابية.

## الأسباب
هناك أسباب طويلة الأجل وبيولوجية وبيئية واجتماعية لنوبات الذعر. في عام 1993، اقترحت فافا وآخرون طريقة التدريج لفهم أصول الاضطرابات. تتضمن المرحلة الأولى في تطوير اضطراب العوامل المؤهبة، مثل أسباب وراثية، والشخصية، وعدم وجود الرفاهية. يحدث اضطراب الهلع غالبًا في مرحلة البلوغ المبكرة، على الرغم من أنه قد يظهر في أي عمر. يحدث ذلك في كثير من الأحيان في النساء وأكثر في كثير من الأحيان في الأشخاص الذين لديهم ذكاء فوق المتوسط. هناك دراسات علي توائم متماثلة، حيث توصلت أنه في حالة وصول أحد افراد التؤام إلى اضطراب قلق، فإنه يحدث في الأخر بنسبة 31-88٪ اضطراب القلق.
قد تشمل الأسباب البيولوجية اضطراب الوسواس القهري، متلازمة عدم انتظام دقات القلب الانتصابي، اضطراب ما بعد الصدمة، نقص السكر في الدم، فرط نشاط الغدة الدرقية، مرض ويلسون، ارتخاء الصمام التاجي، ورم القواتم، واضطرابات الأذن الداخلية (التهاب الأذن الداخلية). وقد تم ربط خلل في نظام نورأدرينالين في لوكس سرلوس، وهي منطقة في جذع الدماغ بهجمات الذعر.
قد تحدث نوبات الهلع أيضًا بسبب الإجهاد قصير المدى. قد تؤدي الخسارة الشخصية الكبيرة، بما في ذلك الارتباط العاطفي مع شريك رومانسي، والتحولات الحياتية، والتغيرات الكبيرة في الحياة إلى حدوث نوبة هلع. الشخص الذي يعاني من القلق، والحاجة الزائدة إلى الطمأنينة، والمخاوف الوشيكة، ونظرة سخيفة للعالم، والتوتر التراكمي قد ارتبطت بهجمات الذعر. في المراهقين، قد تكون التحولات الاجتماعية سببًا أيضًا.
نوبات الهلع قد تحدث أيضا بسبب المواد الدوائية. يمكن أن يؤدي التوقف أو انخفاض ملحوظ في جرعة مادة ما مثل عقار (سحب الدواء)، على سبيل المثال مضاد للاكتئاب (متلازمة توقف مضادات الاكتئاب)، إلى حدوث نوبة ذعر. ووفقًا لرسالة هارفارد للصحة العقلية، فإن «الآثار الجانبية الأكثر شيوعًا لتدخين الماريجوانا هي القلق ونوبات الهلع. وتشير الدراسات إلى أن حوالي 20٪ إلى 30٪ يواجهون مثل هذه المشاكل بعد تدخين الماريجوانا.» 
القاسم المشترك للنهج النفسي الحالي لاضطراب الهلع هو أنه لا يوجد خطر حقيقي، وقلق الشخص غير مناسب.

### اضطراب الهلع
يعاني الأشخاص الذين لديهم هجمات متكررة أو مستمرة أو يشعرون بقلق شديد بشأن حدوث هجوم آخر من اضطراب الهلع. يختلف اضطراب الهلع بشكل كبير عن الأنواع الأخرى من اضطرابات القلق لأن نوبات الهلع غالباً ما تكون مفاجئة وغير مبررة. ومع ذلك، قد ترتبط هجمات الذعر التي يعاني منها من يعانون من اضطرابات الهلع أو تزيد مع بعض الأماكن أو المواقف،  مما يجعل الحياة اليومية صعبة.

### التسببت في حدوثه تجريبياً
يمكن أن تحدث أعراض نوبات الذعر تجريبياً في المختبر من خلال وسائل مختلفة. من بينها، لأغراض البحث، عن طريق إعطاء حقن من كوليستيروكسين - تترابتيد نيوربتيد (CCK-4). تم دراسة نماذج حيوانية مختلفة لنوبات الذعر بشكل تجريبي.

## انتشار العرض
الكثير من الناس يصابون بنوبات الهلع، بالرغم من أنها تؤثر في الناس بطرق مختلفة، فبعض الناس تصيبهم نوبة هلع مرة واحدة في العمر، آخرون ربما يصابون بهذه النوبات لعدة سنوات. بعض الناس يصابون بهذه النوبات بشكل يومي، وبعضهم يصاب بها بين الحين والآخر. فعلى الأقل هناك واحد أو اثنان قد مروا بهذه التجربة من قبل. إنه أمر شائع الحدوث وليس علامة على مرض عقلي أو جسدي خطير. بعض الحالات الغير خطيرة يمكن أن تتسبب بأعراض مشابهة لنوبات الهلع.

## العلاج
هناك العديد من العلاجات التي يمكن للشخص الذي يعاني من نوبات الهلع الاستفادة منها. العلاج الأكثر انتشارًا هو العلاج الدوائي، من مضادات التوتر إلى مضادات الاكتئاب، وهناك أيضًا العلاج السلوكي والعلاجات البديلة الأخرى.
1. تغيير نمط الحياة

الكافيين قد يؤدى نوبة الهلع . القلق يمكن ان تزيد مؤقتا اثناء الانسحاب من الكافيين والادويه الأخرى المختلفة. .
وقد ثبت أن التمارين الهوائية المتزايدة والصارمة مثل الركض لها تأثير إيجابي في مكافحة نوبة الهلع. هناك أدلة تشير إلى ان هذا التأثير يرتبط بالإفراج عن الاندورفين التي يسببها التمرين والتخفيض اللاحق هرمون الإجهاد الكورتيزول. لا تزال هناك فرصة لظهور أعراض الهلع الناجمة أو التي أصبحت أسوأ بسبب زيادة معدل التنفس الذي يحدث أثناء ممارسة التمارين الرياضية. هذا زيادة معدل التنفس يمكن ان يؤدي إلى فرط التهوية ومتلازمة فرط التهوية، والتي تحاكي أعراض النوبات القلبية، التالي حفز نوبة الهلع
. وقد أظهرت فوائد دمج نظام ممارسه أفضل النتائج عند الخطي وفقا لذلك . تقنيات استرخاء العضلات مفيدة لبعض الأفراد. ويمكن تعلم هذه باستخدام التسجيلات وأشرطة الفيديو، أو الكتب. في حين ثبت استرخاء العضلات ان تكون اقل فعالية من العلاجات السلوكية المعرفية في التجارب التي تسيطر عليها، كثير من الناس لا تزال تجد على الأقل الإغاثة المؤقتة من استرخاء العضلات. .
1. تمارين التنفس

البيئة العظمى من الحالات التي تنطوي على فرط التهوية، مما يؤدي إلى تفاقم آثار الذعر الهجوم. تمارين إعادة التدريب على التنفس تساعد على الموازنة بين مستويات الأكسجين وثاني أكسيد الكربون في الدم.
بيرنز ديفيد توصي بتمارين التنفس لأولئك الذين يعانون من القلق. واحدة من هذه التمارين التنفس هو العد 5-2-5. باستخدام المعدة والحجاب الحاجز وليس الصدر ستنشق يشعر المعدة يخرج، بدلا من الصدر توسيع لمده 5 ثوان. بما ان النقطة قصوى في استنشاق يكون بلغت، أمسكت النفس ل 2 ثانيه. ثم الزفير ببطء، أكثر من 5 ثوان. كرر هذه الدورة مرتين ثم التنفس ' عاده ' ل 5 دورات 1 دوره = 1 يستنشق + 1 الزفير والنقطة هي التركيز علي التنفس والاسترخاء معدل ضربات القلب. يمكن ان يتحقق التنفس الاغشيه العادية عن طريق تمديد التنفس عن طريق العد أو طنين.
علي الرغم من ان التنفس في كيس ورقي كان توصيه مشتركه لعلاج قصير الأجل من اعراض نوبة الذعر الحاده  وقد انتقد انها اقل شانا من قياس التنفس، ويحتمل ان تفاقم نوبة الذعر وربما خفض الدم اللازمة الاكسجين. في حين أن تقنية كيس الورق تزيد من الحاجة إلى ثاني أكسيد الكربون التالي يقلل من الأعراض، فإنه قد يخفض مستويات الأكسجين بشكل مفرط في مجرى الدم. وقد يساعد الغطاء الذي يوفر مستويات ثاني أكسيد الكربون في توجيه التنفس.